# Profil (rivista)
profil è una rivista austriaca. È stata fondata da Oscar Bronner, già creatore della rivista commerciale Trend e poi nel 1988 del quotidiano Der Standard.
profil è uscito per la prima volta il 7 settembre 1970. Nell'ottobre 1972, ha iniziato ad uscire ogni due settimane e dal gennaio 1974 settimanalmente. Nel 1974, Oscar Bronner vendette il 51% di profil e Trend al gruppo Kurier (Tageszeitung) per 18 milioni di scellini e offrendo il resto della proprietà ai dipendenti di lunga data.
La rivista comprende le sezioni: "Austria", "Internazionale", "Economia", "Società", "Scienza" e "Cultura". Ci sono anche rubriche, caricature e una pagine di messaggi dei lettori.
profil è ora di proprietà di VGN Digital GmbH. Nella prima metà del 2005, la rivista aveva una tiratura di circa 100 000 copie e i suoi lettori rappresentavano il 6,5% della popolazione austriaca.

## Storia e profilo
profil è stata fondata nel 1970 da Oscar Bronner, fondatore anche della rivista trend e del quotidiano Der Standard. La rivista ha sede a Vienna.